# WD シュレッパー
WD シュレッパー（WD Schlepper）は、戦間期の1927年に、ドイツ軍によって試作された、牽引車（トラクター）をベースとした自走砲（トラクター・タンク）である。
実験用としての意味合いの強い車両である。
ソ連の自走砲（トラクター・タンク）の開発にも影響を与えている。

## 概要
「WD」は、基となった牽引車（トラクター）の設計者である、エルンスト・ヴェンデラー（Ernst Wendeler）とボグスラフ・ドールン（Boguslav Dohrn）のファミリーネームの最初の文字の組み合わせである。「シュレッパー」とは、ドイツ語で「牽引車（トラクター）」の意味である。
元が牽引車（トラクター）なので、エンジンの燃料として、ガソリンの他にベンジンや石油を用いることも可能である。
歩兵に追従して火力支援を行うことが可能な重火砲として開発された、二人乗りの自走砲で、砲兵によって運用された。後の突撃砲の先駆と言える。
しかし、第一次世界大戦におけるトラクターをベースとした戦車開発の黎明期の経験や、後のオデッサ戦車やハリコフ戦車でも実証されるように、こうしたトラクターベースの車両は、鈍足かつ走行能力が低いので、実戦においては防衛戦でしか使い道が無く、ドイツの（俗に言うところの）「電撃戦ドクトリン」（「諸兵科協同による指揮および戦闘」や「軍隊指揮」などの教範）とは合わなかったであろうことは容易に想像できる。逆に言えば、元より実戦に使う意図は無かったのであろう。
また、前面にシールド（防盾）があるのみで、車体も装甲化されておらず、防御力はほぼ皆無である。
本車の後継として、既存の牽引車（トラクター）の流用ではなく、本格的な自走砲専用車台として、L.S.K.（leichte Selbstfahrkanone、ライヒト・ゼルプストファール・カノーネ、「軽自走砲」の意）が、クルップ社によって開発された。

## 各型
「WD シュレッパー」と呼ばれる車両には、2種類が存在した。
それぞれ1両ずつ、計2両が試作され、ソビエト連邦領内カザン近郊の、「カマ戦車兵学校」試験場で試験・研究された。

### 3.7 cm WD シュレッパー 25 馬力
一つは、ハノマーク社製の25 馬力の「WD 25」牽引車のシャーシに、「3.7 cm TaK28 L/45 対戦車砲」を搭載した「3.7 cm WD シュレッパー 25 馬力」である。
シャーシの上に据え付けられた主砲は、前面を防盾で覆われた限定旋回式で、左右に30度ずつ振ることができた。自衛用火器として機関銃も搭載された。
1928年には、主砲を、より長砲身の「3.7 cm PaK L/65 対戦車砲」に換装し、「3.7 cm PaK L/65 LHB-牽引車自走砲架（シュレッパー ゼルプストファールラフェッテ）」と名付けられた。

### 7.7 cm WD シュレッパー 50 馬力
もう一つは、ハノマーク社製の50 馬力の「WD 50（WD Z 50）」牽引車のシャーシに、「7.7 cm-FK 96 nA L/23 軽野砲」を搭載した「7.7 cm WD シュレッパー 50 馬力」である。
シャーシの上に据え付けられた防盾付の主砲は、全周旋回式であった。自衛用火器として、主砲の左側にMG08 7.92 mm重機関銃も搭載された。

## WD牽引車を基にした自走砲

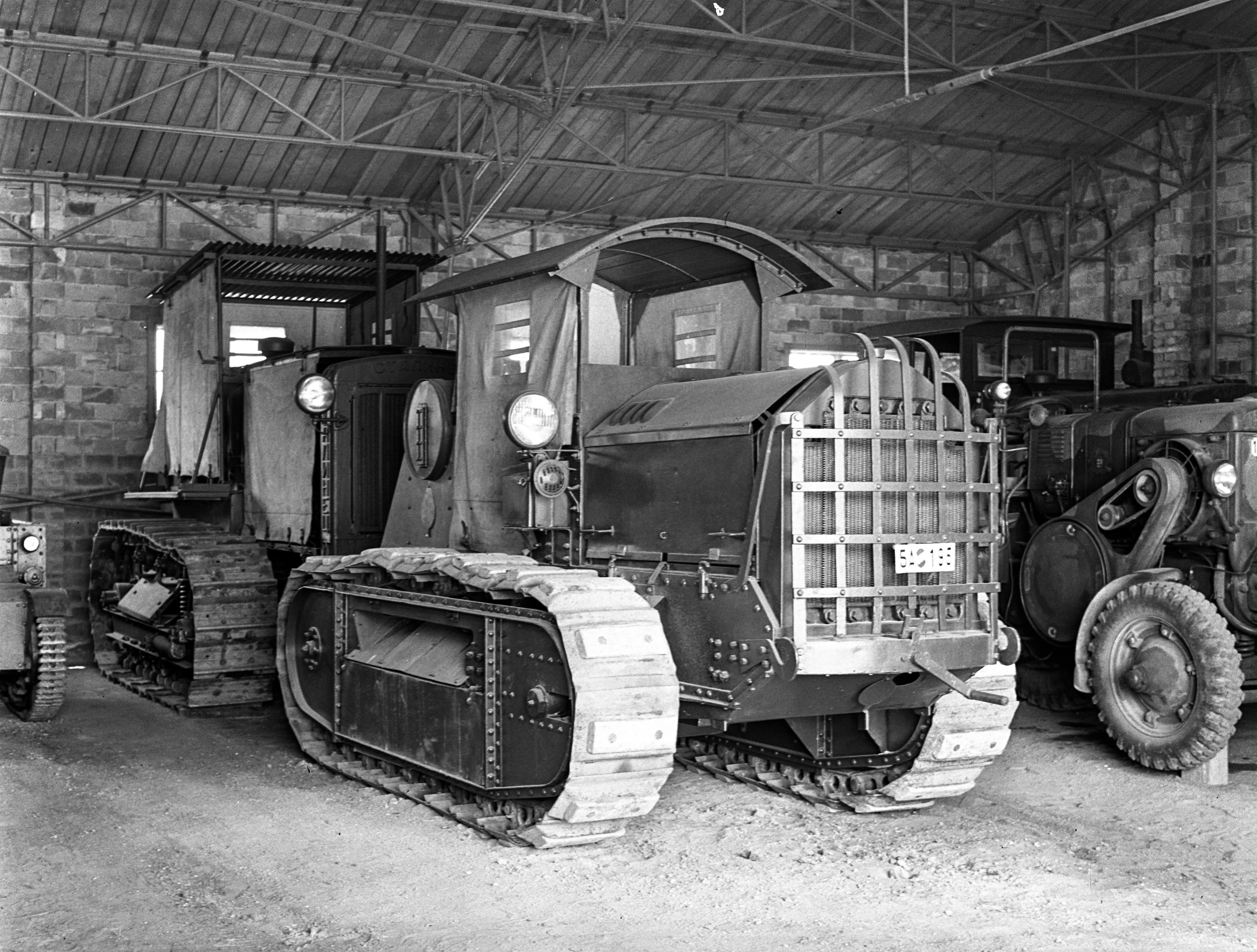
WD 50 牽引車

7.7 cm WD シュレッパーの基体である「WD 50」牽引車は、1920年から1931年までの期間に渡り製造され、好評を博した。ソ連でも「Kommunar（クモナール、コムナール）」の名称で、ハリコフ機関車工場で生産された。
「Kommunar Z-90」（モデル3‐90）は「Kommunar」の中では最大規模の車体で、1935年までマイナーチェンジをしながら生産され、民間用途だけでなく、赤軍の砲兵トラクターとしても運用された。

1929年7月15日、今後5年間の赤軍の機械化・自動車化計画（トゥハチェフスキーの構想に基づくソ連最初の本格的機甲部隊建設構想）が承認され、1933年までに、陸軍に3,500輌、動員予備役に2,000輌の戦車を配備することになった。同時に、革命軍事評議会（ソビエト連邦の最高軍事機関)は、戦闘と戦術の近代的要件に基づいた、装甲トラクターの新しいシステムを採用した。1930年10月、装甲トラクターの試作車の製造が決定された。
ソ連の軍事理論家で元帥である「ミハイル・ニコラエヴィチ・トゥハチェフスキー」の理論によれば、単純で低性能で安価な装甲トラクターでも、編隊内の第二線および第三線の戦車としてなら使用できるとされた。
赤軍は、安価に製造でき、運用が容易な、戦闘車両を大量に必要としていたのである。こうして、「労働者と農民の赤軍の機械化・自動車化局」（UMM RKKA）の「実験設計試験部」（OKIB）を率いる有名な設計者、「ニコライ・イワノヴィチ・ディレンコフ」の下、1930年末から、トラクターを基にした、「代用戦車」の開発が始まった。
こうして、「ディレンコフ戦車」（D-10、D-11、D-14、D-15）が開発されたが、同時期に、トラクターを基にした自走砲（下記）も開発されている。

トラクターを基に戦車や自走砲を開発することのメリットとして、
- 生産効率が高い。

- 生産のための人件費が安い。

- トラクターシャーシは戦車の数分の一の価格で安い。

- 赤軍に戦車や自走砲を迅速に装備することを可能にする。

- 有事の際、既存のトラクターを戦車や自走砲に作り直すだけで、戦闘車両の数を劇的に増やすことができる。

- トラクターの運転技能を持つ農民を戦車操縦兵に転用できる。

などが考えられ、当時、このアイディアは、赤軍の装甲車両の装備の貧弱さと、戦車生産の困難さからして、非常に魅力的に思われた。

「WD シュレッパー」に（急造兵器・第二線/第三線用兵器・予備兵器の）可能性を見出したのか、ソ連でも、1931年に、戦車に追従して火力支援を行うことを目的に、トラクターを基にした（運転席を潰して、シャーシを強化）、同様の自走砲が開発されている。
それが、「Kommunar Z-90」を基に、「M1902 76.2 mm 師団砲」を搭載した、「SU-2 自走砲」である。
全長4.35 m、全幅2.06 m、全高3.3 m。重量10 t。砲は防盾を備え、全周旋回も可能であった。射程は、直接照準で820 m、間接照準で12,900 mを予定。弾薬搭載数は、車内に20発、被牽引トレーラー（P-18もしくはP-26）に200発。6～10 mmの装甲を備え、90 hpのガソリンエンジンを搭載し、12～14 km/hで走行可能。285 Lの燃料を搭載し、航続距離は150 km。運用人数は6名（内5名は、移動の際には、被牽引トレーラーで牽引される）。1輌のみ試作。
- - 基となった「Kommunar Z-90」。90 hpのガソリンエンジンを搭載。重量8.5 t、最大積載重量2 t、最大牽引重量6 t。前進3速、後方1速のギアボックスを備え、速度は3.9～15.2 km/h。

- - SU-2 自走砲 側面

- - SU-2 自走砲 後方から

開発の参考にしたと考えられる「WD シュレッパー」と比較して、エンジン出力が大きいので、車体にも装甲があり、速度もより速いことから、実戦での実用性は高まっている。
SU-2 自走砲は、開放型戦闘室であることから、装甲で覆われた固定戦闘室方式と比べて軽量で（この軽量さが成功の理由）、開発当時としてはそれほど遅くもなく（例として、当時のソ連の主力であるTｰ18 軽戦車は、17 km/h）、メンテナンスも容易で、トラクターのスペアパーツが流用できるので、赤軍代表者に好評価を与えた。ソ連では、（本格的な自走砲としては、T-26 軽戦車のシャーシを基にしたものへと移行したが）、その後もトラクターを基にした様々な自走砲が開発されている。
オデッサ戦車やハリコフ戦車もそうした伝統の上に作られている。

## WD牽引車を基にした装輪装軌併用式戦車（コロホウセンカ）

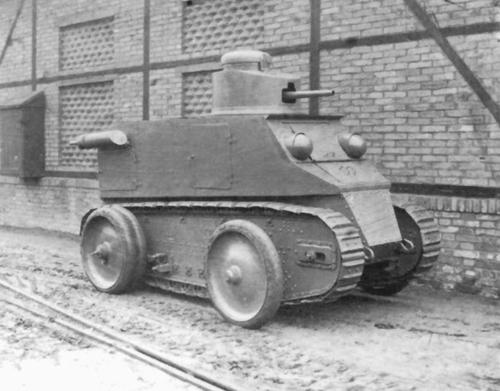
KH-60 装輪装軌併用式戦車

1920年代は、戦車の機動性向上の試みの一つとして、装輪装軌併用式戦車（コンバーチブルドライブ車）の開発が、欧米各国で流行した時代でもあった。ヴェルサイユ条約により、戦車の開発を禁じられたドイツでは、多くの戦車技術者が職に就けなくなり、他国へと渡った。ヨーゼフ・フォルマーもその一人であった。
戦車の機動性向上に関心のあった彼は、戦後、チェコスロバキアへと渡り、1924年にハノマーク社製「WD 50」牽引車を基に、「KH-50 装輪装軌併用式戦車」を開発した。チェコスロバキアは、「WD 50」のライセンス生産を、1923年から開始していた。
 - KH-50 装輪装軌併用式戦車
「WD 50」のエンジンを後方に、操縦席を前方に、移設し、装輪走行に移行するには、木製のスロープ上に本車を乗り上げて、地面から浮かせた後、シャーシの両側面に、片面2つずつ、計4つの車輪を手で取り付ける方式であった。前輪にステアリング（操舵）機構があり、前輪は舵を切るための空間を得るために、履帯からやや離れて付いており、後輪は二重になっている。この、履帯の外側に車輪を配置した方式を、ドイツ語では「レダー・ラオペン式」と称する。
装輪時の速度は35 km/hで、装軌時の速度は15 km/hであった。これらは決して高速ではなく、これはベースとなった牽引車のエンジン出力の不足からくるものであった。解決策はエンジン出力を向上させることであった。
1927年、エンジン出力を60馬力に向上させた、改良型の「KH-60 装輪装軌併用式戦車」が開発された。シャーシも車体上部も砲塔も再設計された。これにより、装輪時の速度は45 km/hに、装軌時の速度は18 km/hに、向上した。武装は、シュコダ 37 mm 歩兵砲を1門、もしくは、シュワルツローゼ vz.24 重機関銃を2挺、を装備した。モックアップなので、車体は軟鋼製であった。
1929年、最後の改良型である「KH-70 装輪装軌併用式戦車」が開発された。エンジン出力は70馬力で、装輪時の最高速度は60 km/hまで向上した。武装は旋回砲塔にヴィッカース 47 mm砲を装備した。
これら一連の装輪装軌併用式戦車を、チェコ語では「コロホウセンカ（Kolo-housenka）」（「KH-○○」の「KH」はコロ-ホウセンカを指す記号である）と呼ぶ。「コロ」は車輪、「ホウセンカ」は履帯を意味する。
ソ連が2両のKH-60を、イタリアが1両のKH-70を、技術的参考目的で購入している。
結局、装輪装軌併用式戦車（コンバーチブルドライブ車）の試みは、戦車の重量増大とともに、実用的ではなくなり、廃れていった。
チェコスロバキアにおける装輪装軌併用式戦車の開発計画は、後に、「中型複合サスペンション攻撃車」（Kombinovaný střední útočný）計画へと発展して、1935年まで続き、結果、装軌式のみの、「シュコダ Š-III 重戦車」と「タトラ T-III 重戦車」が開発された。